# Christina Rach
Christina Rach (geb. 25. September 2007 in Dubai) ist eine deutsch-eritreische Schwimmerin.

## Karriere
Christina Rach nahm an den Olympischen Spielen 2024 in Paris teil. Im Wettbewerb über 50 m Freistil kam sie auf Platz 41.
Sie schwamm außerdem bereits 2023 bei den Deutschen Jugendmeisterschaften und bei den Afrikaspielen in Accra.